# Queen’s Blade
A Queen’s Blade (クイーンズブレイド; Kuínzu Bureido; Hepburn: Kuīnzu Bureido) játékkönyvsorozat (visual combat book), melyet a Hobby Japan adott ki és a Lost Worlds játékkönyv Flying Buffalo által engedélyezett munkáin alapul. Az első könyv 2005 novemberében jelent meg és 2008 júniusáig 20 könyv jelent meg. A történet középpontjában kizárólag erős szexualitással ábrázolt női karakterek állnak, akik a Queen’s Blade-nek nevezett bajnokságon egymással küzdenek a királynői címért.
A Queen’s Blade játékkönyvsorozat eredeti megjelenése óta médiafranchise-zá vált, az alapsorozathoz kapcsolódóan három manga-, egy két évados anime-, három light novel- és egy videójáték-feldolgozással. Az animesorozatot az Arms készítette és Josimoto Kindzsi rendezte. Zenéjét Jokojama Maszaru szerezte, a szereplőket Rin-Sin alkotta meg. A Ruró no szensi (クイーンズブレイド 流浪の戦士; Hepburn: Rurō no senshi) alcímet viselő első évad a 2009. április 2-án indult az AT-X-en, és tizenkét epizódon át futott 2009. június 18-áig. A premiervetítés után néhány nap eltéréssel a Chiba TV, a Sun Television és a Tokyo MX is bemutatta, azonban míg az AT-X cenzúrázatlanul, addig a többi televízióadó erősen cenzúrázva vetítette. Az anime második évada, Gjokuza o cugumono (クイーンズブレイド 玉座を継ぐ者; Hepburn: Gyokuza o tsugumono) alcímmel az AT-X-en futott tizenkét epizódon át 2009. szeptember 24. és december 10. között. Az első évadhoz hasonlóan a premiervetítést után néhány nap eltéréssel a Chiba TV, a Sun Television és a Tokyo MX is bemutatta. DVD-n és BD-n Japánban a Media Factory, Észak-Amerikában a Media Blasters adta ki. Mindkét évadhoz készült egy-egy hatrészes OVA, melyet a DVD- és BD-kiadványokon jelentettek meg. Egy önálló OVA-sorozat is megjelent Queen’s Blade: Ucukusiki tósitacsi (クイーンズブレイド ～美しき闘士たち～; Hepburn: Queen’s Blade: Utsukushiki tōshitachi) címmel, ami a Queen’s Blade bajnokság után játszódik.
Az alapsorozat folytatásaként megjelent a Queen’s Blade Rebellion (クイーンズブレイド リベリオン; Kuínzu Bureido Riberion; Hepburn: Kuīnzu Bureido Riberion), mely teljesen új szereplőket is bemutat az eredetiek átdolgozott változatai mellett, és egy kiegészítő Queen’s Gate (クイーンズゲイト; Kuínzu Geito; Hepburn: Kuīnzu Geito) címmel, mely szereplőit más játékok és sorozatok női karaktereiből állították össze. A Queen’s Blade Rebelliont a Queen’s Blade Grimoire (クイーンズブレイド グリムワール; Kuínzu Bureido Gurimuváru; Hepburn: Kuīnzu Bureido Gurimuwāru) követte, mely egy teljesen új, párhuzamos univerzumban játszódó történetet mutat be. A franchise legújabb tagja a Queen’s Blade Unlimited (クイーンズブレイド UNLIMITED), mely magában foglal egy új animesorozatot új szereplőkkel és eredeti történettel.
A Queen’s Blade-et a kritikusok vegyes érzésekkel fogadták: pozitívumként az animáció és a szereplők kidolgozottságát, illetve a zenei aláfestést emelték ki, míg a legtöbb kritikát a túl sok fanservice és a cselekmény emiatt háttérbe szorult kibontakozása kapta.

## Cselekmény
A Queen’s Blade egy fantasy világban játszódik, ahol minden negyedik évben megtartják a Queen’s Blade elnevezésű bajnokságot, melyen a kontinens számos pontjáról érkezett fiatal harcos nők egymással, majd végül a regnáló királynővel is megküzdenek a királynői címért. A küzdelmet, melyet akár életre-halálra is vívhatnak, a fővárosban, Gainosban (ガイノス; Gainoszu; Hepburn: Gainosu) tartják meg, s a győztesként kikerülő legtehetségesebb, legerősebb és legszebb harcos foglalja el a trónt. A harcosokat más-más célok vezérlik, van, aki a hazáját szeretné megmenteni, van aki a sorsa elől menekül, van akit a bosszú vezérel. A küzdelmet az angyalok közvetítik, akik úgy vélik, hogy a Queen’s Blade tarthatja fent a békét a halandók világában. A démoni erők ezzel szemben a viadal meghiúsítását tervezik, hogy káoszt idézzenek elő.
Az animesorozat középpontjában Leina, a nagyhatalmú Vance grófcsalád örököse áll, aki az ezzel járó kötöttségek elől próbál menekülni, családja azonban mindent elkövet, hogy visszazárja „kalitkájába”. Az anime első évada Leina rögös útját mutatja be Gainosba, melyen számos harcossal találkozik, akik a Queen’s Blade-re tartanak, s végül maga is a küzdelem résztvevőjévé válik. A második évadban maga a Queen’s Blade bajnokság kerül bemutatásra.

## Médiamegjelenések

### Játékkönyvek
A Queen’s Blade alapsorozat a következő 20 játékkönyvet tartalmazza, amelyeket olyan ismert művészek illusztráltak, mint Hiszajuki Hirokazu (Mai-HiME), Takamura Kazuhiro (Mahoromatic, Strike Witches) vagy Hirata Kacuzó (Hand Maid May, Angel Beats!). A 2005 és 2008 között kiadott könyvsorozat eredetileg 20 kötetből állt, azonban 2020-ban, a könyvsorozat 15. évfordulójára kiadták Shizuka karakterének is az önálló könyvét, ami a huszonegyediknek tekinthető.
|         | Cím                                                                              | Kiadás dátuma        | Oldalszám | ISBN              | Illusztrátor                   | Lost Worlds-alapmű                         |
| 1.      | Ruró no szensi Leina (流浪の戦士レイナ; Rurō no senshi Leina)                    | 2005. november 25.   | 64        | 978-4-89425-400-8 | Hiszajuki Hirokazu (久行 宏和) | Man in Chainmail with Sword and Shield     |
| 2.      | Kója no gizoku Risty (荒野の義賊リスティ; Kōya no gizoku Risty)                  | 2005. november 25.   | 64        | 978-4-89425-398-8 | Eiva (えぃわ)                  | Giant Goblin with Mace and Shield          |
| 3.      | Kiba no aszasin Irma (牙の暗殺者イルマ; Kiba no asashin Irma)                    | 2005. december 28.   | 64        | 978-4-89425-401-5 | Akaga Hirotaka (赤賀 博隆)     | Man with Short Sword and Dagger            |
| 4.      | Mori no bannin Nowa (森の番人ノワ)                                               | 2005. december 28.   | 64        | 978-4-89425-399-5 | Hirata Kacuzó (平田 雄三)      | Woman with Quarterstaff                    |
| 5.      | Musa miko Tomoe (武者巫女トモエ; Musha miko Tomoe)                               | 2006. június 9.      | 64        | 978-4-89425-430-5 | Eiva (えぃわ)                  | Samurai with Katana                        |
| 6.      | Rekiszen no jóhei Echidna (歴戦の傭兵エキドナ; Rekisen no yōhei Echidna)         | 2006. június 9.      | 64        | 978-4-89425-431-2 | F.S                            | Flaming Cherry, Barbarian Beauty           |
| 7.      | Kodai no ódzso Menace (古代の王女 メナス; Kodai no ōjo Menace)                   | 2006. szeptember 29. | 64        | 978-4-89425-467-1 | F.S                            | Kharis, Royal Mummy                        |
| 8.      | Konoe taicsó Elina (近衛隊長 エリナ; Konoe taichō Elina)                         | 2006. szeptember 29. | 64        | 978-4-89425-468-8 | Hiszajuki Hirokazu (久行 宏和) | Felina the Tiger Lady                      |
| 9.      | Meido e izanau mono Airi (冥土へ誘うものアイリ)                                  | 2006. december 22.   | 64        | 978-4-89425-495-4 | Takamura Kazuhiro (高村 和宏)  | Wraith with Sickle                         |
| 10.     | Kókinaru szensi Leina 3D (高貴なる戦士レイナ3D; Kōkinaru senshi Leina 3D)        | 2006. december 22.   | 64        | 978-4-89425-494-7 | M-RS                           | Woman in Scale with Sword and Shield       |
| 11.     | Kómjó no tensi Nanael (光明の天使ナナエル; Kōmyō no tenshi Nanael)               | 2007. március 16.    | 64        | 978-4-89425-515-9 | Kúcsú Jószai (空中 幼彩)       | Winged Gargoyle with Scimitar              |
| 12.     | Bukija Cattleya (武器屋カトレア; Bukiya Cattleya)                                | 2007. március 16.    | 64        | 978-4-89425-514-2 | Kaneko Hiraku (金子 ひらく)    | Mac Aber, A Highland Warrior with Claymore |
| 13.     | Honó no cukaite Nyx (炎の使い手 ニクス; Honō no tsukaite Nyx)                    | 2007. június 29.     | 64        | 978-4-89425-568-5 | Kuroki Maszahiro (黒木 雅弘)   | Teflon Billy                               |
| 14.     | Teito no szeidzso Melpha (帝都の聖女 メルファ; Teito no seijo Melpha)            | 2007. június 29.     | 64        | 978-4-89425-569-2 | Zundarepon (ズンダレぽん)      | —                                          |
| 15.     | Szenpen no sikaku Melona (千変の刺客 メローナ; Senpen no shikaku Melona)         | 2007. október 18.    | 64        | 978-4-89425-616-3 | F.S                            | —                                          |
| 16.     | Raiun no só Claudette (雷雲の将 クローデット; Raiun no shō Claudette)            | 2007. október 18.    | 64        | 978-4-89425-615-6 | 2-gó (2号)                     | —                                          |
| 17. 18. | Kótecu hime Ymir (鋼鉄姫ユーミル; Kōtetsu hime Ymir)                             | 2008. február 15.    | 64        | 978-4-89425-666-8 | Mibu Nacuki (みぶ なつき)      | Dwarf in Chainmail with Two-handed Ax      |
| 19.     | Szentó kjókan Alleyne (戦闘教官アレイン; Sentō kyōkan Alleyne)                   | 2008. június 20.     | 64        | 978-4-89425-722-1 | Macurjú (松竜)                 | Sylvestra the Wood Elf                     |
| 20.     | Óma no dzsoó Aldra (逢魔の女王アルドラ; Ōma no joō Aldra)                        | 2008. június 20.     | 64        | 978-4-89425-723-8 | Kantaka (かんたか)             | Medusa                                     |
| 21.     | Kóma sinobugun tórjó Sizuka (甲魔忍軍頭領 シズカ; Kōma shinobugun tōryō Shizuka) | 2020. szeptember 30. | 64        | 978-4-79862-314-6 | Eiva (えぃわ)                  | —                                          |

A Hobby Japan a 2010-es Anime Expón jelentette be, hogy a játékkönyveket angol nyelven kiadja Észak-Amerikában a Queen’s Blade Rebellion-játékkönyvekkel együtt. Angol változat végül Alleyne, Melona, Nanael és Tomoe könyvéhez készült.

### Anime
A Hobby Japan játékkönyvein alapuló animesorozatot az Arms készítette és Josimoto Kindzsi rendezte. Zenéjét Jokojama Maszaru szerezte, a szereplőket Rin-Sin alkotta meg.

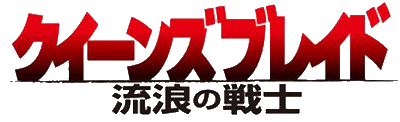
A Queen's Blade: Ruró no szensi japán logója

Az anime első évada, a Queen’s Blade: Ruró no szensi (クイーンズブレイド 流浪の戦士; Kuínzu Bureido: Ruró no szensi; Hepburn: Queen’s Blade: Rurō no senshi / Kuīnzu Bureido: Rurō no senshi; angol címén Queen’s Blade: Wandering Warrior) 2009. április 2-án indult az AT-X-en, és tizenkét epizódon át futott 2009. június 18-áig. A premiervetítés után néhány nap eltéréssel a Chiba TV, a Sun Television és a Tokyo MX is bemutatta, azonban míg az AT-X cenzúrázatlanul, addig a többi televízióadó erősen cenzúrázva vetítette. Japánban az animét hat DVD- és BD-kötetben adta ki a Media Factory 2009. június 25. és 2009. november 25. között, mindegyik DVD/BD-köteten a Minna de csau jo♥Gainos gakuen dai abare! (みんなでちゃうよ♥ガイノス学園大暴れ!; Hepburn: Minna de chau yo♥Gainosu gakuen dai abare!; angol címén Let's Get Everyone♥Great Rampage at Gynos Academy!) OVA egy-egy epizódjával, amelyekben a Queen’s Blade harcosait iskolai környezetbe helyezik. Észak-Amerikában az anime forgalmazási jogait a Media Blasters szerezte meg és Queen’s Blade: The Exiled Virgin cím alatt három DVD-kötetben jelentette meg 2010. május 18. és december 14. között. Az évadot dobozos kiadványként is megjelentették, BD-n 2010. december 14-én, DVD-n 2011. február 15-én. 2017. június 5. és 2017. augusztus 21. között a Toku tűzte műsorára az első évadot japán hanggal és angol felirattal.

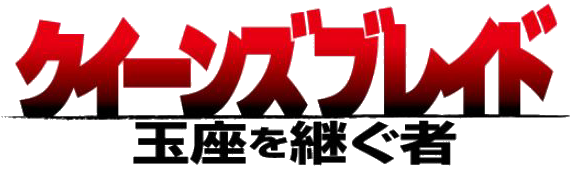
A Queen's Blade: Gjokuza o cugumono japán logója

Az anime második évada, a Queen’s Blade: Gjokuza o cugumono (クイーンズブレイド 玉座を継ぐ者; Kuínzu Bureido: Gjokuza o cugumono; Hepburn: Queen’s Blade: Gyokuza o tsugumono / Kuīnzu Bureido: Gyokuza o tsugumono; angol címén Queen’s Blade: Successor to the Throne) az AT-X-en futott tizenkét epizódon át 2009. szeptember 24. és 2009. december 10. között. Az első évadhoz hasonlóan a premiervetítést után néhány nap eltéréssel a Chiba TV, a Sun Television és a Tokyo MX is bemutatta. Japánban az animét hat DVD- és BD-kötetben adta ki a Media Factory 2009. december 22. és 2010. május 25. között, mindegyik DVD/BD-köteten a Jappari de csau jo♥Gainos gakuen dai abare! (やっぱりでちゃうよ♥ガイノス学園大暴れ!; Hepburn: Yappari de chau yo♥Gainosu gakuen dai abare!; angol címén Let's Show♥Great Rampage at Gynos Academy) OVA egy-egy epizódjával, amelyek az első hatepizódos OVA folytatásai. Észak-Amerikában a második évad forgalmazási jogait a Media Blasters szerezte meg és Queen’s Blade 2: The Evil Eye cím alatt két DVD-kötetben (mindegyiken hat epizóddal) jelentette meg 2011. május 24-én és 2011. július 19-én. Az évadot dobozos kiadványként is megjelentették, Blu-rayen 2011. szeptember 13-án, DVD-n 2012. május 8-án.
A teljes animesorozat két évadának gyűjtőkötete Japánban 2018. május 25-én jelent meg Blu-rayen a Media Factory kiadásában, míg Észak-Amerikában DVD-n 2013. március 12-én a Media Blasters által.
Egy OVA-sorozatot Queen’s Blade: Ucukusiki tósitacsi (クイーンズブレイド ～美しき闘士たち～; Kuínzu Bureido: Ucukusiki tósitacsi; Hepburn: Queen’s Blade: Utsukushiki tōshitachi / Kuīnzu Bureido: Utsukushiki tōshitachi; angol címén Queen’s Blade: Beautiful Fighters vagy Queen’s Blade: Beautiful Warriors) címmel a Hobby Japan magazin 2010 májusi számában jelentettek be. A sorozat a Queen’s Blade bajnokság után játszódik és a Queen’s Blade Rebellion előzményeként szolgál, bemutatva a külön utakra tért harcosok további sorsát. Összesen hat epizód készült, televízióban 2010. augusztus 8. és 2011. március 13. között vetítette az AT-X, míg DVD-n és Blu-rayen a Media Factory kiadásában 2010. augusztus 25. és 2011. március 30. között jelent meg. Észak-Amerikában a Sentai Filmworks licencelte a Beautiful Fighters OVA-kat, és tette elérhetővé online és otthoni videó formátumokban is, DVD-n és Blu-rayen egyaránt 2014. december 2-án.
Az első évad nyitótémája a Get the Door Óhashi Riétől, míg a zárótéma az Omoide to jakuszoku (思い出と約束; Hepburn: Omoide to yakusoku), melyet Kavaszumi Ajako, Noto Mamiko és Hirano Aja, Leina, Tomoe és Nanael szeijúi adnak elő. A második évad nyitótémája az Ocsinai szora (墜ちない空; Hepburn: Ochinai sora) ENA-tól, míg a zárótéma a buddy-body Kugimija Rie, Gotó Júko és Itó Kanae, Melona, Menace és Airi szeijúinak előadásában. Az OVA zárótémája a Bitósi Carnival: Taoreru toki va maemuki ni (美闘士カーニバル～たおれる時は前向きに～; Hepburn: Bitōshi Carnival: Taoreru toki wa maemuki ni) az All 19 Beautiful Warriors, azaz a sorozat összes szinkronhangjának előadásában. Az első évad filmzenei albuma 2009. június 25-én, a második évadé 2009. december 22-én jelent meg, mindkét albumon 32 számmal.

### Manga
A Queen’s Blade képregényantológia-feldolgozását a Hobby Japan jelentette meg négy kötetben 2007. április 25. és 2008. április 25. között.
A Queen’s Blade: Ruró no szensi mangafeldolgozását, amelynek középpontjában Leina karaktere áll, Kikkava Kabao illusztrálta és a Media Factory Gekkan Comic Alive szeinen mangamagazinjának 2008 októberi számában – melyet augusztus 27-étől kezdtek értékesíteni – debütált. A 16 fejezetből álló mangát három kötetben is kiadták 2009. február 2. és 2010. január 23. között a Media Factory Alive Comics márkája alatt.
Egy másik mangafeldolgozás Nanazuki Iku tollából, Queen’s Blade: Hide & Seek (クイーンズブレイド －Ｈｉｄｅ＆Ｓｅｅｋ－) címmel a Comp Ace 2007 decemberi számában indult, amelyet október 26-tól kezdtek értékesíteni. A spin-off sorozat főszereplője Elina, aki szökött nővérét, Leinát keresi, és bemutatja Frolellt, a Vance család egy szolgálóját, aki Elinát kíséri útján, hogy visszavigyék Leinát. A mangát öt kötetben adta ki a Kadokawa Shoten 2008. június 24. és 2010. június 24. között.
Egy harmadik mangafeldolgozás Queen’s Blade Struggle (クイーンズブレイド ストラグル; Kuínzu Bureido Szutoraguru; Hepburn: Kuīnzu Bureido Sutoraguru) címmel, AstroguyII tollából, a Dengeki Black Maoh 2007 decemberi számában indult, majd a Dengeki Maoh-ban folytatták előbbi megszűnése után, de átállva kéthavi megjelenésre. Az első kötetet az ASCII Media Works adta ki 2009. március 27-én, és 2012. február 27-éig négy kötetet tettek elérhetővé a Dengeki Comics márkája alatt.

### Light novel
A Queen’s Blade egy light novel-adaptációját Queen’s Blade: Sword of Unicorn (クイーンズブレイド　ソード・オブ・ユニコーン; Kuínzu Bureido: Szódo obu Junikón; Hepburn: Kuīnzu Bureido: Sōdo obu Yunikōn) címmel Okita Eidzsi (沖田 栄次) írta és Eiva (えぃわ) illusztrálta. Az első kötetet 2007. április 28-án adta ki a Hobby Japan HJ Bunko márkája alatt, majd 2008. november 1-jéig összesen öt kötet jelent meg. Egy melléktörténetet (gaiden) tartalmazó ráadás regény, Gekitó! Queen’s Blade (激闘！クイーンズブレイド; Gekitó! Kuínzu Bureido; Hepburn: Gekitō! Queen’s Blade / Gekitō! Kuīnzu Bureido; angol címén Fierce Battle! Queen’s Blade) címmel, 2008. március 1-jén jelent meg Akaga Hirotaka (赤賀 博隆) illusztrációival.
|   | Cím                                                                                | Kiadás dátuma       | Oldalszám | Író          | Illusztrátor   | ISBN              |
| 1 | Queen’s Blade: Sword of Unicorn (クイーンズブレイド ソード･オブ･ユニコーン)        | 2007. április 28.   | 276       | Okita Eidzsi | Eiva           | 978-4-89425-548-7 |
| 2 | Queen’s Blade: Return of Amara (クイーンズブレイド リターン・オブ・アマラ)         | 2007. szeptember 1. | 304       | Okita Eidzsi | Eiva           | 978-4-89425-595-1 |
| 3 | Queen’s Blade: Message of Cattleya (クイーンズブレイド メッセージ・オブ・カトレア) | 2008. február 1.    | 270       | Okita Eidzsi | Eiva           | 978-4-89425-659-0 |
| 4 | Queen’s Blade: Curse of Devil Ring (クイーンズブレイド カース・オブ・デビルリング) | 2008. július 1.     | 289       | Okita Eidzsi | Eiva           | 978-4-89425-733-7 |
| 5 | Queen’s Blade: Knight of Unicorn (クイーンズブレイド ナイト・オブ・ユニコーン)     | 2008. november 1.   | 297       | Okita Eidzsi | Eiva           | 978-4-89425-783-2 |
| + | Queen’s Blade: Gekitó! Queen’s Blade (クイーンズブレイド 激闘！クイーンズブレイド) | 2008. március 1.    | 309       | Okita Eidzsi | Akaga Hirotaka | 978-4-89425-676-7 |

A Queen’s Blade: Ruró no szensin alapuló light novel-sorozatot Okita írta és Só Akira (憧 明良) illusztrálta, a borítókat Mijazava Cutomu (宮澤努) rajzolta, s a Hobby Japan adta ki két kötetben 2009. augusztus 1-jén és 2009. október 1-jén.
|   | Cím                                                               | Kiadás dátuma      | Oldalszám | Író          | Illusztrátor                      | ISBN              |
| 1 | Queen’s Blade: Ruró no szensi 1 (クイーンズブレイド 流浪の戦士 1) | 2009. augusztus 1. | 281       | Okita Eidzsi | Só Akira Mijazava Cutomu (borító) | 978-4-89425-915-7 |
| 2 | Queen’s Blade: Ruró no szensi 2 (クイーンズブレイド 流浪の戦士 2) | 2009. október 1.   | 277       | Okita Eidzsi | Só Akira Mijazava Cutomu (borító) | 978-4-89425-942-3 |

### Videójátékok
Egy szerepjátékot (RPG) Queen’s Blade: Spiral Chaos (クイーンズブレイド スパイラルカオス; Kuínzu Bureido: Szupairaru Kaoszu; Hepburn: Kuīnzu Bureido: Supairaru Kaosu) címmel 2009. december 17-én adott ki a Namco Bandai Games PlayStation Portable-re. A játék az eredetiek mellett teljesen új szereplőket is bemutat és saját történettel rendelkezik. Gekitó Pack (Gekitō Pack) elnevezésű limitált kiadása mellé Figma-figurát és ráadás hang-CD-t is mellékeltek. A játék folytatása, a Queen’s Gate: Spiral Chaos (クイーンズゲイト スパイラルカオス; Kuínzu Geito: Szupiraru Kaoszu; Hepburn: Kuīnzu Geito: Supiraru Kaosu) a Queen’s Gate sorozat részeként jelent meg.
2019. március 14-én jelent meg Japánban a Queen’s Blade: White Triangle RPG szintén a Bandai Namco Entertainment fejlesztésében mobilra és PC-re a Queen’s Blade Unlimited szereplőivel. A játékhoz a Hobby Japan egy művészeti albumot is kiadott 2019. október 2-án.

### Egyéb

#### Mobiljáték
A Digital Media Lab 2007. december 3-án indította el a Queen’s Blade i mobiljátékot az NTT Docomo i-mode mobilinternet-szolgáltatásán keresztül, amely FOMA 703i és 901i sorozatokkal volt kompatibilis. A játék szabályai a játékkönyvével voltak azonosak. A szolgáltatás már megszűnt.

#### Képeskönyvek
Három képeskönyvet (visual book) adott ki a Hobby Japan Queen’s Blade: Bitósi recuden (クイーンズブレイド美闘士列伝; Kuínzu Bureido: Bitósi recuden; Hepburn: Queen’s Blade: Bitōshi retsuden / Kuīnzu Bureido: Bitōshi retsuden; angol címén Queen’s Blade: Beautiful Fighters Biographies) címmel, melyek a szereplők Queen’s Blade bajnokság előtti előtörténetét mesélik el:
- A Musa-Miko emaki (武者巫女絵巻; Hepburn: Musha-Miko emaki?; angol címén Picture Scroll of the Musha-Miko) Eiva illusztrálásában 2007. április 28-án jelent meg.[90]
- A Kodai ódzso no so (古代王女の書; Hepburn: Kodai ōjo no sho?; angol címén Tome of the Ancient Princess) F.S. illusztrálásában 2008. február 15-én jelent meg.[91]
- A Ruró no szensi bóken ki (流浪の戦士冒険記; Hepburn: Rurō no senshi bōken ki?; angol címén Adventure of the Exiled Warrior) Hiszajuki Hirokazu illusztrálásában 2009. február 28-án jelent meg.[92]

#### Kézikönyv
Egy kézikönyvet (databook) Queen’s Blade: Perfect Visual Book (クイーンズブレイド パーフェクトビジュアルブック; Kuínzu Bureido: Páfekuto Bidzsuaru Bukku; Hepburn: Kuīnzu Bureido: Pāfekuto Bijuaru Bukku) címmel 2009. június 27-én adott ki a Hobby Japan. A hivatalos forrásokból összeállított illusztrációk mellett a könyv kibővített profilokat is tartalmaz a harcosokról, egy „világkalauzt”, amely részletesen leírja a kontinens különböző helyszíneit, és az egyes szereplők történetének „végét”, vagy a történetük kifejletét a Queen’s Blade történetszálán, néha átvezetve a folytatólagos Queen’s Blade Rebellion történetszálára. A könyvet Észak-Amerikában a Vertical Publishing jelentette meg Queen’s Blade: Perfect Visual Collection cím alatt 2012. november 27-én.

#### Gyűjtögetős kártyajáték
A MegaHouse 2008-ban, Queen’s Blade: The Duel címmel kiadott egy gyűjtögetős kártyajátékot a Queen’s Blade szereplőivel, melyet később kibővítettek a Queen’s Gate és a Rebellion néhány szereplőjével és átnevezték Duel System TCG-re.

#### Böngészős játékok
A Queen’s Blade: The Conquest RPG böngészős játékot 2012. március 29-én indította el az Aiming és 2013. május 13-áig volt elérhető. A körökre osztott RPG-csatákon alapuló játék a Queen’s Blade és a Rebellion néhány szereplőjével volt játszható. A játék ingyenesen játszható volt, de vásárolhatók voltak különféle tárgyak az előrehaladás meggyorsítására és a várakozási idők csökkentésére.
2022-ben indult el a Queen’s Blade: Limit Break HTML5 alapú ingyenes idle RPG-játék, amit a G123 fejlesztett és a Hobby Japan jelentetett meg. A játékban a franchise korábbi szereplői mellett újak is elérhetőek.

#### Merchandise-termékek
A sorozat szereplőit mintázó akciófigurákat több gyártó is piacra dobott, köztük a Kaiyodo a Revoltech elnevezésű szériájában, de különféle emléktárgyak, vagy rágógumival gyűjthető kártyasorozatok is megjelentek.

## Fogadtatás

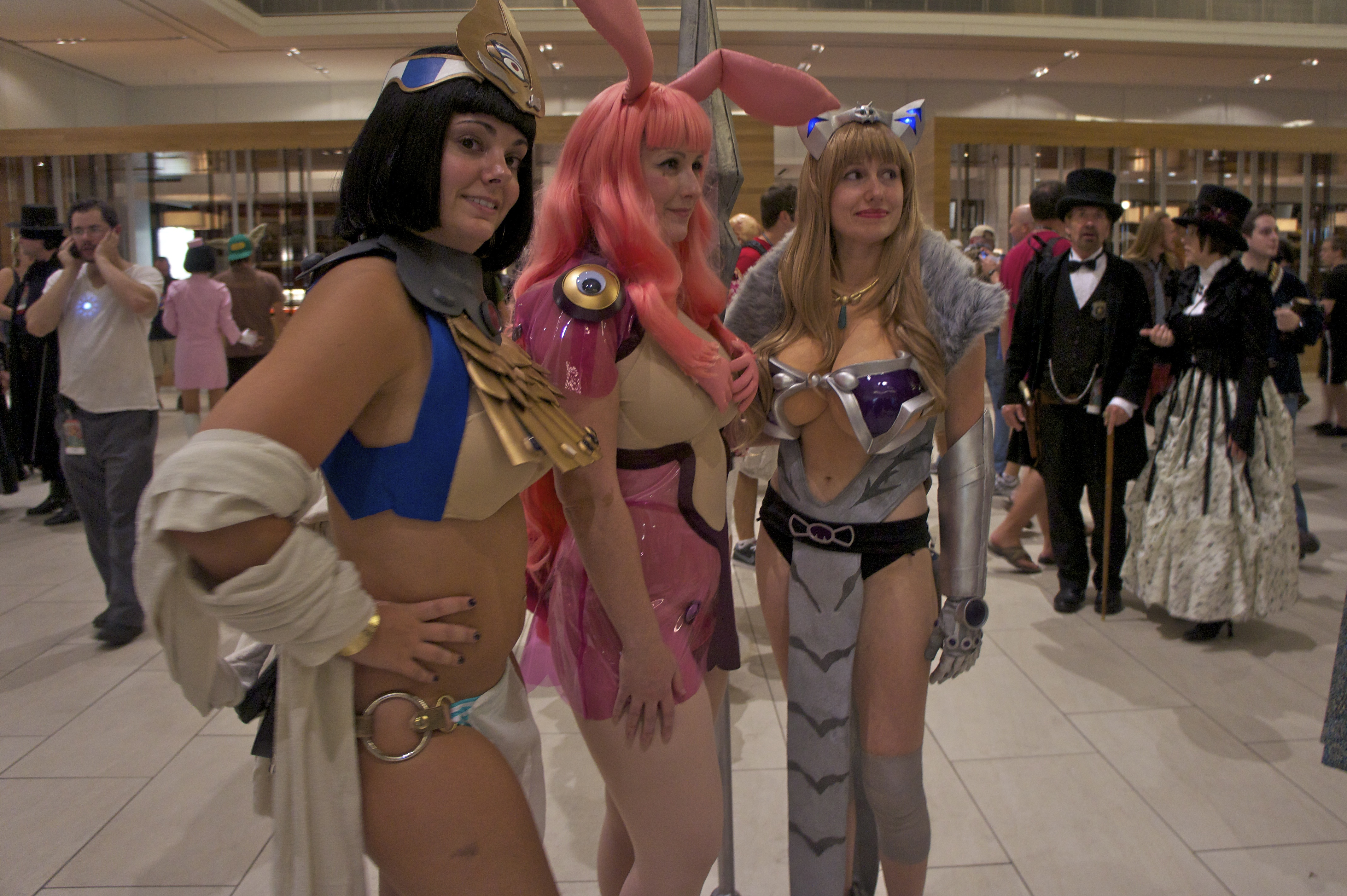
Menace-t, Melonát és Elinát imitáló cosplayesek a 2011-es Dragon Conon

Theron Martin, az Anime News Network kritikusa a szereplők öltözetét Vörös Szonjáéhoz hasonlítja, aki a korai 1970-es években mutatkozott be jellegzetes bikini páncélt viselve. Martin megjegyzi, hogy sorozat „szíve lelke a fanservice-ben rejlik”, melyhez azonban „egészen művészi és tisztes” animációt készítettek. Dicsérte a zenei aláfestést, ami jól kihangsúlyozza a különböző helyszínek sajátságait, így a hinamotói események alatt japán témájú zene, míg az iszapbirkózás alatt rockzene hallható. A történet és a szereplők fejlődése kapcsán azonban elmondta, hogy ezek csak „kiegészítői” a fanservice-nek.
A T.H.E.M Anime Reviews az anime első évadának ismertetőjében átlagosnak nevezte a sorozatot és 5-ből 3 csillagot adott. Dicsérte a szereplők megjelenését, amelyek többségükben „nagyon kellemesek a szemnek”. Pozitívan értékelte, hogy a sorozat előrehaladtával számos szereplő mutatkozik be, s emiatt visszavesz a „fétis-fűtőanyagból” a háttértörténetek javára, ami jó egy viadal köré épülő sorozat esetében, viszont ehhez rengeteg „kínos párbeszéd és információs szemétrakás” társul. A kritikus az animációt egészen jónak találta a fanservice-jeleneteknél, azonban ezt már nem tudta elmondani a harcjelenetek esetében.
A The Anime Guide kritikusa szerint „a gyenge történet, az üres szereplők és a jelentéktelen harcok átlag alatti sorozattá teszik a Queen’s Blade-et”. Kritizálta, hogy hiába a szép animáció, ha hiányzik a harcokból a koreográfia, amit tovább ront, hogy gyakran a harcjelenetek közepébe vágták a szereplők visszaemlékezéseit. A The Nihon Review „középkori akció-fantasyvel összefonódott soft pornóként” írja le a Queen’s Blade-et, „aminek erotikus helyzeteitől még az HBO is elpirul”. Azon a véleményen van, hogy ha a fanservice-t akciójelenetekre cserélnék, tökéletes lenne a fantasykedvelő tömegeknek. Így azonban a fanservice miatt a szereplők közötti interakciók szükségtelennek érződnek, a drámát pedig nevetségessé teszi, hogy minden történet felvillanó mellekhez vezet. Canne rajongói kritikájában szórakoztatónak találta a sorozatot, amit egy konkrét közönség számára készítettek. Azoknak ajánlja, akik fanservice-re, eccsire és humorra vágynak, mert a Queen’s Blade „nem nyomja le ezeket erővel a torkodon, hanem egészében mutatja be őket egy jól megalkotott anime részeként”.
A Mondo magazin szerint „a sorozat igazi erőssége a sokszínű, egyedi karakterek és a köztük kialakuló kapcsolatok megjelenítése”. Hozzátette, hogy az anime „egyike azon kevés adaptációnak, ahol az eredeti, a maximális részletekig kidolgozott karaktereket sikerült a lehető legjobban megjeleníteni képernyőn is, és ez nem csupán a grafikára vonatkozik, hanem a személyiségekre is”. Dicsérte ezenkívül a részletgazdag háttereket, a zenei aláfestést, a hangeffektusokat és a szinkronszínészek alakítását. Kritikával illette azonban, hogy az akciójelenetek mozdulatsorai zavaróak lehetnek, és azt, hogy az eccsi-jelenetek „elnyomják a történet kibontakozását”. Összességében megállapítja, hogyha a néző túltette magát „a merész ábrázoláson és az olykor meghökkentő jeleneteken”, egy „szórakoztató sorozatot kap”.